# MDR um 4

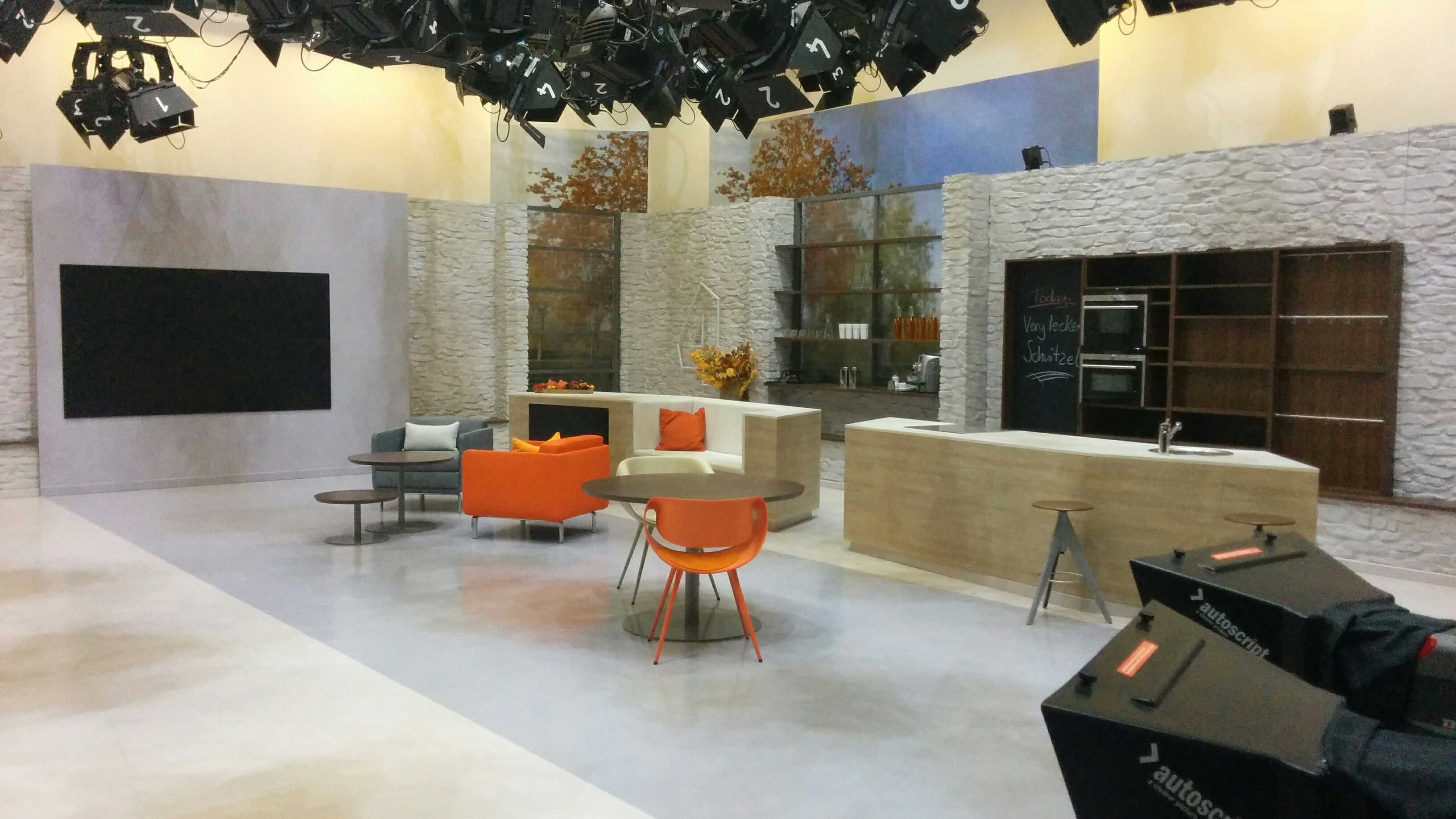
MDR-um-4-Studio (2014–2025)

MDR um 4 ist das Nachmittagsmagazin im Programm des MDR Fernsehens, welches von Montag bis Freitag von 16 Uhr bis 17:45 Uhr ausgestrahlt wird.

## Geschichte
Am 6. Januar 1997 begann der Sender mit der Ausstrahlung des Nachmittagsmagazins unter dem Titel hier ab vier. Anfangs in Dresden produziert, zog man mit Vollendung des MDR-Neubaus im Jahr 2000 nach Leipzig. Seither wurde die Sendung mehrfach umstrukturiert, der letzte Wechsel geschah am 6. Januar 2014. Nach über 4100 Ausstrahlungen wurde die Sendung in MDR um 4 umbenannt. Ein neues Studio, im Design einer Lounge, gehörte zu den Neuerungen. Die Sendung wird in HD produziert und ausgestrahlt.
Bis Ende Juni 2009 führten im wöchentlichen Wechsel jeweils zwei Moderatoren durch die zweistündige Sendung. Seit Ende Juli 2009 gibt es wieder einen wöchentlichen Moderatorenwechsel. Gefüllt wird die Sendezeit nach wie vor mit Nachrichten, Boulevard-Beiträgen und Kurzreportagen aus dem Sendegebiet, sowie verschiedenen Ratgeber- und Serviceformaten.
Gesprächspartner, darunter auch Prominente, werden täglich im Format Gäste zum Kaffee vorgestellt. Zuschauer können mit ihnen per Telefon in Kontakt kommen.

## Sendestruktur
- 16:00–16:30 Uhr: Neues von hier
- 16:30–16:58 Uhr: Gäste zum Kaffee
- 16:58–17:00 Uhr: Wetter
- 17:00–17:10 Uhr: Neues von hier
- 17:10–17:40 Uhr: Leichter leben – u. a. mit Expertenformaten
- 17:40–17:45 Uhr: Regionalvorschau – Live-Schaltung in die drei Landesfunkhäuser

## Ehemalige Moderatoren
- Ulrike Nitzschke (1997)
- Oliver Nix (1998–2001)
- Frank Liehr (1998–2001)
- Katrin Huß (1998–2016)
- Renato Bodenburg (2001–2002)
- Andreas Fritsch (2001–2008, 2010–2014)
- Franziska Schenk (2003–2008)
- Mario D. Richardt (2009)
- Anja Koebel (2014–2021)

## Experten
Im Ratgeberteil der Sendung geht es um Verbraucherthemen, Experten kommen zu Wort, Fragen werden beantwortet. Die Experten aus allen Bereichen treten jeweils zwischen 17:10 und 17:40 Uhr auf.
- Ilona Wessner (Tipps gegen Tricks)
- Gilbert Häfner (alles rechtens?)
- Christian Henze (iss was)
- Andreas Keßler (Auto-Zeit)
- Thomas Dietz (natürlich gesund)
- Wolfgang W. Hennig (Schatz oder Schätzchen)
- Sven Hentschel (Haarscharf!)
- Gesine Jüttner (Mach die Reise)
- Juliane Szodorai (Mode)

## Ähnliche Sendungen
- Kaffee oder Tee (SWR Fernsehen)
- Mein Nachmittag (NDR Fernsehen)
- daheim + unterwegs (WDR Fernsehen)
- Wir in Bayern (BR Fernsehen)
- RBB um 4 (Rbb Fernsehen)
- Hallo hessen (hr-fernsehen)